# I Maestri dell'Orzo
I Maestri dell'Orzo (Les Maîtres de l'orge) è un fumetto di Jean Van Hamme e Francis Vallès. È stato pubblicato in Francia in sette volumi tra il 1992 e il 1997, più un ultimo volume pubblicato nel 2001. 
La storia fu originariamente pensata da Van Hamme nel 1980 come sceneggiatura per una collaborazione tra la televisione belga e quella francese, ma in seguito alla privatizzazione della televisione belga il progetto si arenò. Venne ripreso ed adattato come fumetto dieci anni dopo. In seguito al successo del fumetto la serie venne anche trasformata in due romanzi pubblicati nel 1996 e nel 1999 e in uno sceneggiato televisivo composto da due parti ognuna delle quali composta da tre puntate.

## Trama
Vengono narrate le vicende della famiglia Steenfort dal 1854 al 1997 da come il capostipite Charles sia riuscito a creare la prima birreria a Dorp, un villaggio del Belgio alle difficoltà incontrate da questa azienda a sopravvivere a congiunture economiche sfavorevoli, alla modernizzazione, alle guerre.